# Psicosis (banda)
Psicosis es una banda de ska del Perú.

## Historia
La banda se formó en 1985, empezó siendo una banda de hardcore, entonces tenían como integrantes, a Pedro Béjar el fundador y Carlos Z, Chespirito en el bajo y Marco Bustos en la batería, los miembros originales, excepto el fundador Pedro Béjar se dispersaron luego participaron en un concurso de Radio Studio 92 en 1988 quedando en un buen segundo lugar. Por ese año se declararon como una banda de SKAPUNK siendo la pionera en toda Latinoamérica. Después de unas giras por Lima, cambiaron su estilo al Ska en 1987. Sus canciones suelen tener un tono de protesta y destacan canciones como: Cuidado, La Venganza, La Guerra Sucia, entre tantas. El grupo da un violento ataque a la clase política responsable de los problemas y del atraso del Perú. En 1992 crearon la canción "Torero Asesino", la cual es una fuerte protesta contra las corridas de toros y un himno para todas las asociaciones de defensa animal en el Perú, las cuales tienen en el país mucha actividad, sobre todo el mes de octubre. Psicosis actualmente sacó en el año 2008 su último disco que viene con una película DVD y siguen disfrutando de lo que más les gusta, Tocar Ska punk combativo.

## Integrantes
- Pedro Béjar (Guitarra y voz)
- Juan Carlos Torres (Bajo y coros)
- Antony Giraldo (Teclados)
- Dennis Chang (Guitarra y coros)
- Jazhiel (Batería)

## Discografía
- Psicosis (1985)
- Rostros Marcados (1988)
- ¿Dónde quedas tú?(1992)
- Algo sigue mal, (1995)
- Viviendo en Rabia (2001)
- De Akí Nadie se Salva(2008)
- Irreductibles - DvD (2010)
- El Sonido del Skapunk - (2014)
- La Revuelta del Ska - (2023)